# 丁丁與字母藝術
《丁丁與字母藝術》（法語：Tintin et l'alph-art），又譯《丁丁與阿爾法藝術》，是比利時漫畫家埃爾熱《丁丁歷險記》的第24部作品，也是最後一部作品。故事的主要題材是現代藝術。埃爾熱在1983年執筆這部作品時不幸逝世，令這部作品成為未完成的作品。

## 故事簡介
丁丁和哈達克接到碧安卡·卡斯塔菲歐蕾的電話，她說想和剛認識的心靈導師恩達迪涅·阿卡斯（Endaddine Akass）留在他位於伊斯基亚岛的別墅。接著，哈達克來到前衛藝術家拉莫·納許（Ramó Nash）所在的藝廊，拉莫讓哈達克買下有機玻璃製成的「H」形狀字母藝術品，藝廊弗卡特（Fourcart）原本打算與丁丁見面，然而弗卡特卻在途中發生車禍身亡。在幾次逃過被殺害的險境期間，丁丁不但揭發弗卡特的死是被殺，並發現了新興邪教的教主恩達迪涅·阿卡斯（Endaddine Akass），就是支助納許的藝術贗品販售家。不久，畢安卡邀請丁丁及哈達克前往阿卡斯位於意大利的豪宅，阿卡斯卻把丁丁囚禁，準備用熱塑膠把他活活灌死，製造成聚酯的藝術品，當作雕塑家凱薩·巴爾達奇尼的作品出售。

## 改編版故事結局

### 加拿大籍漫画家伊夫·罗迪尔(Yves Rodier)的版本
收到米卢求救紙條的哈達克及時救回丁丁，然而他們卻無法脫離阿卡斯的魔爪，其後阿卡斯向二人表明自己就是拉普洛斯。慶幸機警的納許及時報警，並制止拉普洛斯把丁丁及哈達克吊死，然而拉普洛斯卻因而失足跌下山坡至死。
另外，在埃爾熱的原稿出現的藝廊職員玛蒂娜·范德桑德(Martine Vandezande)，却在罗迪尔同人版的結尾向丁丁表示好感，引起丁丁迷些少爭議。

## 外部連結
- Tintin and Alph-Art（页面存档备份，存于） at Tintinologist.org